# Fake it till you make it
«Fake it till you make it» o «Fake it until you make it» (que se puede traducir como «Finge hasta lograrlo» o «Finge hasta que lo logres») es un aforismo en inglés que sugiere que al imitar la confianza, la competencia y una mentalidad optimista, una persona puede realizar esas cualidades en su vida real y lograr los resultados que ellos buscan.
La frase se atestigua por primera vez algún tiempo antes de 1973  La primera referencia a una frase similar aparece en la canción de Simon & Garfunkel «Fakin' It», lanzada en 1968 como sencillo y también en su álbum Bookends. Simon canta: And I know I'm fakin' it, I'm not really makin' it («Y sé que lo estoy fingiendo, pero en realidad no lo estoy logrando»).
Varios escritores han ofrecido consejos similares a lo largo del tiempo:

Action seems to follow feeling, but really action and feeling go together; and by regulating the action, which is under the more direct control of the will, we can indirectly regulate the feeling, which is not. Thus the sovereign voluntary path to cheerfulness, if our spontaneous cheerfulness be lost, is to sit up cheerfully, to look round cheerfully, and to act and speak as if cheerfulness were already there. If such conduct does not make you soon feel cheerful, nothing else on that occasion can. So to feel brave, act as if we were brave, use all our will to that end, and a courage-fit will very likely replace the fit of fear.
La acción parece seguir al sentimiento, pero en realidad la acción y el sentimiento van juntos; y regulando la acción, que está bajo el control más directo de la voluntad, podemos regular indirectamente el sentimiento, que no lo está. Así, el camino soberano y voluntario hacia la alegría, si se pierde nuestra alegría espontánea, es sentarse alegremente, mirar a nuestro alrededor alegremente y actuar y hablar como si la alegría ya estuviera allí. Si tal conducta no te hace sentir alegre pronto, nada más en esa ocasión podrá hacerlo. Entonces, para sentirnos valientes, actuamos como si «fuéramos» valientes, usamos toda nuestra voluntad para ese fin, y un ataque de coraje muy probablemente reemplazará al ataque de miedo.
William James, «The Gospel of Relaxation», On Vital Reserves (1922)

En el movimiento de la ley de la atracción, «actuar como si ya lo tuvieras», o simplemente «actuar como si», es un concepto central:

How do you get yourself to a point of believing? Start make-believing. Be like a child, and make-believe. Act as if you have it already. As you make-believe, you will begin to believe you have received.
¿Cómo llegas al punto de creer? Empieza a fingir. Sé como un niño y finge. Actúa como si ya lo tuvieras. Al fingir, comenzarás a «creer» que has recibido.
Rhonda Byrne, El secreto (2006)

## En psicología
En la década de 1920, Alfred Adler desarrolló una técnica terapéutica a la que llamó «actuar como si», afirmando que «si quieres una cualidad, actúa como si ya la tuvieras». Esta estrategia brindó a sus clientes la oportunidad de practicar alternativas a conductas disfuncionales. El método de Adler todavía se utiliza hoy en día y a menudo se describe como juego de roles.
Faking it till you make it es una herramienta psicológica discutida en la investigación neurocientífica. Un experimento realizado en 1988 por Fritz Strack afirmó demostrar que se puede mejorar el estado de ánimo sosteniendo un bolígrafo entre los dientes del usuario para forzar una sonrisa, pero un experimento posterior no logró replicarlo, por lo que Strack recibió el Premio Ig Nobel por psicología en 2019. Un estudio posterior de 2022 sobre estrategias para contrarrestar la angustia emocional encontró que sonreír forzadamente no es más efectivo que las expresiones neutrales forzadas y otras estrategias de regulación emocional.